# Euchaetis intonsa
Euchaetis intonsa är en vinruteväxtart som beskrevs av I. Williams. Euchaetis intonsa ingår i släktet Euchaetis och familjen vinruteväxter. Inga underarter finns listade i Catalogue of Life.